# Antoine Le Métel d'Ouville
Antoine Le Métel d’Ouville (Caen, c. 1589-Le Mans, 1655) fue un ingeniero, geógrafo, poeta y dramaturgo francés, hermano del escritor François Le Métel de Boisrobert.

## Biografía
Fue señor de Ouville y hermano mayor de François Le Métel de Boisrobert; provenía de un largo linaje de hombres de leyes y eso hace suponer que siguiera al menos al principio una carrera de derecho al igual que hizo su hermano, pero se convirtió en topógrafo, ingeniero y geógrafo, y según Coke James Wilson trabajó desde 1621 para Luis XIII, de forma que más tarde se llamó a sí mismo en algunas de sus obras "ingeniero y geógrafo del Rey". Pero esta información no está contrastada con datos y más bien parece, según Frederick de Armas, que anduvo viviendo bastante tiempo en el extranjero: siete años en España, 1615-1622 y catorce años en Italia desde 1622 a 1636; sea como fuere, lo único que se atestigua en todas las fuentes en relación con su biografía son siete años en España; la incertidumbre reina únicamente en la fecha en que se llevó a cabo tal viaje: Coke afirma que fue de 1630 a 1637, mientras que Henri Chardon piensa que fue de 1640 a 1646. De lo que no cabe duda es que Ouville fue un apasionado de los idiomas y llegó a dominar a la perfección varios, en especial el español, como señaló su propio hermano en un prefacio: "Hombre de toda Francia que hablaba el mejor español y conocía lo más perfectamente todas las gracias de esta lengua". Tradujo también del italiano piezas dramáticas sueltas de Sforza degli Oddi y Alessandro Piccolomini.
Como su hermano, el abate Boisrobert, mantuvo buenas relaciones con el cardenal Richelieu y entró a servir a Louis Foucault, conde de Dognon, que se convirtió en una figura importante en los años de la Fronda. Dado que este hizo muchas navegaciones entre 1640 y 1646 por el Mediterráneo como vicealmirante, se piensa que probablemente fue entonces cuando Ouville estuvo en España, en su séquito, ayudándole con su profesión de ingeniero-topógrafo y su amplio conocimiento de la lengua española. En todo caso, el conde no recompensó esos hipotéticos siete años de servicio en España, lo que contribuyó, entre otras causas, a que Ouville terminase sus días en la pobreza y dependiendo del apoyo financiero de su hermano, quien, en una carta al abate Fouquet, le dedicó estos versos:
El pobre d'Ouville es mi hermano... / Tiene el título de hidrógrafo, / de ingeniero y de geógrafo; / sin embargo, con estas tres cualidades, / mendiga por todas partes. / En pocas palabras, no tiene otro recurso / que lo que está en mi bolsa.
Murió entre 1655 y 1657 en Le Mans, lo que confirma una noticia de Tallemant de Réaux: «Il est mort au Mans et enterré aux Jardins de cette ville".
Hizo representar algunas comedias menos notables por su versificación que por su intriga y su originalidad (imitó mucho a los comediógrafos españoles, en especial Pedro Calderón de la Barca), entre otras, les Trahisons d’Abhiran, tragicomedia estrenada con éxito en 1637. Estrenó además las comedias Aymer sans sçavoir qui; La Coifeuse à la mode; Les Fausses Véritez; L’Esprit folet y Jodelet astrologue, esta última seguramente su éxito más resonante; también Les Morts vivants, tragicomedia.
Cultivó además la narrativa con Les nouvelles amoureuses et exemplaires, L’Élite des contes; Les Contes aux heures perdues ou Le recueil de tous les bons mots, réparties, équivoques du sieur d’Ouville. Sus dos volúmenes de Contes se extrajeron en parte de François Béroalde de Verville (Le Moyen de parvenir, 1617) y algunos se atribuyen a su hermano. También tradujo del español al francés novelas de Alonso de Castillo Solórzano y María de Zayas y Sotomayor.

## Obras
- Les Trahizons d’Arbiran, tragicomedia
- Stances a Monseigneur le Cardinal duc de Richelieu…, 1634
- L’Esprit folet, imitación de La dama duende de Calderón, 1642
- L’Absent chez soy, comedie en 5 actos y verso, 1643, imitación de El ausente en su lugar de Lope de Vega
- Contes aux heures perdues du sieur d’Ouville, ou le Recueil de tous les bons Mots, Reparties, Equivoques, Brocards, Simplicitez, Naïfvetez, Gasconnades, et autres Contes facétieux non encore imprimez, 1643
- La Dame suivante, 1644, imitación de La doncella de labor de Juan Pérez de Montalbán.
- Les Fausses Infidelitez, comedia en 5 actos, 1643, imitación de Casa con dos puertas mala es de guardar de Pedro Calderón de la Barca.
- La Dame suivante, comédie, 1645
- Jodelet astrologue, comedia en 5 actos, 1646, imitación de El astrólogo fingido de Calderón.
- Les Morts vivants, tragicomedia, 1646 imitación de I morti vivi de Sforza degli Oddi
- Aymer sans sçavoir qui, comedia, 1647 imitación de Hortensio de Alessandro Piccolomini
- La Coifeuse à la mode, comedia, 1647
- Les Soupçons sur les apparences, comedia heroica, 1650
- L’Élite des contes, 1680

Traducciones
- La Fouyne de Séville, ou L'hameçon des bourses, de La garduña de Sevilla y anzuelo de las bolsas de Alonso de Castillo Solórzano, 1661
- Histoire de dona Rufine, dite la fameuse courtisane de Séville, también de Alonso de Castillo Solórzano, 1731
- Nouvelles amoureuses et exemplaires par cette merveille de son siècle doña María de Zayas y Sotomayor, traduites de l’Espagnol par Antoine de Methel, escuier, sieur d’Ouville, ingénieur et géographe du roy, de María de Zayas y Sotomayor, 1656

### Ediciones recientes
- Théâtre complet, t. I, édition de Monica Pavesio, Classiques Garnier, 2013 (L’Esprit follet, Les Fausses Vérités, Jodelet astrologue)
- Théâtre complet, t. II, édition de Anne Teulade, Classiques Garnier, 2013 (L’Absent chez soi, Les Trahisons d'Arbiran, Les Soupçons sur les apparences)